# Parambassis
Parambassis là một chi cá trong họ Họ Cá sơn biển.

## Các loài
Có 19 loài được ghi nhận trong chi này:
- Parambassis alleni (N. C. Datta & S. Chaudhuri, 1993)
- Parambassis altipinnis G. R. Allen, 1982 (high-finned glass perchlet)
- Parambassis apogonoides (Bleeker, 1851) (iridescent glassy perchlet) - cá sơn giả
- Parambassis baculis (Hamilton, 1822) (Himalayan glassy perchlet)
- Parambassis bistigmata Geetakumari, 2012
- Parambassis confinis (M. C. W. Weber, 1913) (Sepik glassy perchlet)
- Parambassis dayi (Bleeker, 1874) (Day's glassy perchlet)
- Parambassis gulliveri (Castelnau, 1878) (giant glassfish)
- Parambassis lala (F. Hamilton, 1822) (highfin glassy perchlet)
- Parambassis macrolepis (Bleeker, 1856)
- Parambassis pulcinella Kottelat, 2003
- Parambassis ranga (F. Hamilton, 1822) (Indian glassy fish) - cá sơn gián.
- Parambassis serata Dishma & Vishwanath, 2015
- Parambassis siamensis (Fowler, 1937) (Indochinese glassy perchlet) - cá sơn Xiêm.
- Parambassis tenasserimensis T. R. Roberts, 1994
- Parambassis thomasi (F. Day, 1870) (Western Ghat glassy perchlet)
- Parambassis vollmeri T. R. Roberts, 1995
- Parambassis waikhomi Geetakumari & Basudha, 2012[2]
- Parambassis wolffii (Bleeker, 1850) (duskyfin glassy perchlet) - cá sơn bầu.

## Cá cảnh
Cá sơn xiêm hay còn gọi là cá sơn tinh có khối u trên đầu to và đẹp. Cá ăn tạp, ăn giáp xác nhỏ, trùng chỉ và thức ăn viên. Cá dễ nuôi nhưng nhút nhát, ưa môi trường nước mềm và pH trung tính.